# Гаррі Пріст
Гаррі Пріст (англ. Hal Haig Prieste, 23 листопада 1896 — 19 квітня 2001) — американський стрибун у воду.
Бронзовий медаліст Олімпійських Ігор 1920 року.